# متحف دار المدينة
متحف دار المدينة للتراث العمراني والحضاري (متحف عبدالعزيز عبدالرحمن كعكي للتراث):هو أول متحف متخصص لعرض التاريخ الحضاري والثقافي والإسلامي للمدينة المنورة، من الفترة الإسلامية التي بدأت بالهجرة النبوية إلى العهد الحالي، ويقع في منطقة المدينة المنورة بالمملكة العربية السعودية، افتتح عام 1995 م، ويعرض المتحف حضارة المدينة المنورة الإسلامية، وإظهار معالم الحقبة التاريخية التي عاش بها الرسول محمد صلى الله عليه وسلم، وذلك من خلال عرض تاريخ وتفاصيل من معالم السيرة النبوية والإسلامية والثقافة العمرانية والحضارية للمدينة المنورة.
ويأتي الهدف من إنشاء المتحف هو لحفظ التراث العمراني، والتاريخي للمدينة، وخاصة للأماكن التي تقع في محيط المسجد النبوي وذلك بعدما توالت عمليات الهدم لهذه الأماكن بسبب أعمال توسعة الحرم النبوي، فكانت المرحلة الأولى للمتحف تتمثل في حفظ أكبر عدد ممكن من المقتنيات التاريخية التابعة لهذه الأماكن سواءا عمرانية أو حضارية، إضافة لالتقاط الصور، والاحتفاظ بالقطع الأثرية والزخارف والنقوش والكتابات والمخطوطات. ومن أهدافه كذلك حفظ السيرة النبوية ونشرها، وتصوير الأحداث التي وقعت عن طريق المجسمات والمخطوطات والآثار المتبقية.

## الموقع
يقع متحف دار المدينة للتراث العمراني والحضاري في الجهة الشرقية لمنطقة المدينة المنورة، وذلك بمقر مدينة المعرفة الاقتصادية على امتداد شارع الملك عبد العزيز أمام محطة سكة قطار الحرمين.

## أقسام المتحف
ينقسم المتحف إلى ثلاث قاعات رئيسية وهي: قاعة السيرة النبوية، وقاعة التراث العمراني والحضاري، وقاعة المتحف المفتوح

### قاعة السيرة النبوية
هي أولى قاعات المتحف، ومساحتها 500 متر مربع، وتشمل مجموعة من المجسمات والصور النادرة للمدينة المنورة، وقد رُتب العرض في هذه القاعة على عدة مراحل، بداية بمرحلة تاريخ مكة المكرمة، ثم مرحلة الهجرة النبوية، وتشرح القاعة كذلك معالم السيرة النبوية الشريفة، كما تحتوي القاعة على مجسمات تصور المعارك والغزوات التي خاضها النبي صلى الله عليه وسلم، ومن هذه المجسمات مجسم غزوة أحد، ومجسم غزوة الخندق، وتشمل القاعة كذلك على مجسمات للدور التي كان يسكنها الصحابة موضحة أماكنها في العهد النبوي وكيف أصبحت في وقتنا الحالي. ومن معروضات القاعة مجسمات للمساجد التي صلى بها النبي في المدينة.

### قاعة التراث العمراني والحضاري
هي القاعة الثانية للمتحف، وتمثل الفترة التاريخية السابقة للمدينة المنورة والتطور العمراني والتراثي لها، وتبلغ مساحتها 500 متر مربع. وتضم القاعة المجسم العام للمدينة المنورة والذي يحتوي على 4000 معلم من معالمها، ويقف على مساحة تبلغ 100م2، ويعتبر المجسم هو المرجع الوثائقي الوحيد لمنطقة المدينة المنورة.

### قاعة المتحف المفتوح
وتسمى أيضًا حديقة المتحف وهي عبارة عن فناء مفتوح، يعرض مجموعة من المجسمات تجسد العمارة المحلية القديمة.

### محتويات أخرى للمتحف
ويعرض المتحف أيضًا مجموعة من المقتنيات النادرة كالعملات القديمة، والقطع الفخارية التي تعود إلى العهد الثامن الأموي، ويعرض كذلك بعض المخطوطات الإسلامية، والمجوهرات، والمقتنيات النادرة التي تعود إلى فترة ما قبل الإسلام، ومجموعة أخرى من التحف والمجوهرات والملابس والقطع التي تميز بها تراث المدينة المنورة القديم.

## الجوائز
حصل الدكتور عبدالعزيز بن عبدالرحمن كعكي مؤسس المتحف على عدد من الجوائز منها:
- جائزة الأمير سلطان بن سلمان للتراث العمراني - فرع البحوث العمرانية (الدورة الأولى 1427هـ/2006م).
- جائزة ومنحة الأمير سلمان بن عبدالعزيز لدراسات وبحوث تاريخ الجزيرة العربية (الدورة الخامسة 1435هـ/2014م) فرع البحوث العمرانية - المدينة المنورة.
- جائزة الملك فيصل العالمية للدراسات الاسلامية (1436هـ/2015م) - توثيق التراث العمراني والمعماري للمناطق التراثية والحضارية بالمدينة المنورة.[10]

## الدراسات والأبحاث
يهتم المتحف بحفظ ونشر السيرة النبوية والاستعانة في ذلك بنصوص السيرة الصحيحة، إلى جانب عمل دراسات وبحوث في مجال التراث العمراني والمعماري للمدينة المنورة، وكيفية تطبيقها والاستفادة منها في العمارة الحديثة، ويعمل المتحف كذلك على إصدار الكتب والأبحاث في مجال معالم المدينة المنورة وتراثها المعماري، وأصدرت في ذلك موسوعة معالم المدينة المنورة بين العمارة والتاريخ من 9 أجزاء، وبعض الدراسات والكتب والأبحاث التي تخدم معالم المدينة وتراثها العمراني.